# Heiner Wittrock
Heiner Wittrock (* 1948 in Wunstorf) ist ein pensionierter Lehrer und Schulleiter, Historiker und Heimatforscher zur jüngeren Geschichte seiner Geburtsstadt sowie Sachbuch-Autor.

## Leben
Heiner Wittrock wurde nur wenige Jahre nach der Zeit des Nationalsozialismus und nach dem Ende des Zweiten Weltkrieges noch in die Britische Besatzungszone im Jahr 1948 hineingeboren. Nach seinem Abitur am Hölty-Gymnasium Wunstorf absolvierte er die Wehrpflicht beim Leichten Kampfgeschwader LeKG 43 in Oldenburg.
Wittrock studierte in der niedersächsischen Landeshauptstadt Hannover an der seinerzeitigen Technischen Universität und der damaligen Pädagogischen Hochschule, bevor er als Lehrer tätig wurde. Im Zeitraum von 1983 bis 2010 wirkte er als Rektor an einer Schule im Wunstorfer Ortsteil Kolenfeld.
Heiner Wittrock verfasste mehrere Bücher über die jüngere Geschichte seiner Heimatstadt, publizierte darüber hinaus aber auch als Co-Autor zum Themen wie der Luftbrücke sowie Flüchtlinge und Vertriebene.
Der „Wunstorf-Heimatforscher“ ist in seiner Stadt Ansprechpartner bei historischen Themen wie beispielsweise zur aufgegebenen Scharnhorst-Realschule. Wittrock ist verheiratet und Vater zweier Söhne.

## Auszeichnungen
Im November 2022 wurde Wittrock mit dem Bundesverdienstkreuz ausgezeichnet.

## Schriften (Auswahl)
- Das Schicksal der Juden in Wunstorf, Hannover: Deutsch-Israelische Gesellschaft (DIG), Arbeitsgemeinschaft Hannover, 1990
- Fliegerhorst Wunstorf,
  - Bd. 1: Der Fliegerhorst des Dritten Reiches (1934–1945), Wunstorf: Stadt Wunstorf, 1995
  - Bd. 2: Von der Royal Air Force zum Lufttransportgeschwader 62 (1945–1998), Wunstorf: Stadt Wunstorf, 1998
- Allen Ansprüchen gerecht. Der Luftbrückenstützpunkt Wunstorf bei Hannover, in Uwe Förster: Auftrag Luftbrücke. Der Himmel über Berlin 1948–1949, hrsg. vom Deutschen Technikmuseum Berlin, Berlin: Nicolai, 1998, ISBN 3-87584-692-3, S. 176–185
- Niedersächsisches Landeskrankenhaus Wunstorf. Von der Korrektionsanstalt zum modernen Fachkrankenhaus (1880–2005), Wunstorf: Niedersächsisches Landeskrankenhaus, 2005; Inhaltsverzeichnis
- Wunstorf in den 50er und 60er Jahren, Hrsg. von Manfred Henze, Bildband, 1. Auflage, Wunstorf: Kontor3, 2010
- Wunstorf – alte Ansichten, Bildband, Hrsg.: Manfred Henze, Wunstorf: Kontor3, [o. J., 2014?]